# ناتالي جوي جونسون
ناتالي جوي جونسون (بالإنجليزية: Natalie Joy Johnson)‏ هي ممثلة أمريكية، ولدت في 1 مايو 1978 في بالتيمور في الولايات المتحدة.

## وصلات خارجية
- الموقع الرسمي
- ناتالي جوي جونسون على موقع IMDb (الإنجليزية)
- ناتالي جوي جونسون على موقع قاعدة بيانات الفيلم (الإنجليزية)